# Jean-François Thomas de Thomon
Jean-François Thomas de Thomon (Berna, 1º aprile 1760 – San Pietroburgo, 4 settembre 1813) è stato un architetto francese, neoclassico, di scuola italiana che ha lavorato tutta la vita in Russia.
Si era formato all'Accademia di Francia a Roma e apportò un grande contributo alla formazione di quella variante dell'architettura neoclassica in Russia che si realizzò durante il regno di Alessandro I. Thomas è stato l'autore della Borsa e delle colonne rostrali di San Pietroburgo e del Teatro dell'Opera di Odessa, che fu distrutto da un incendio nel 1873.